# 梁大皞
梁大嗥（？—？），广西马平人，明朝政治人物。举人出身。
隆慶元年（1567年）丁卯科廣西鄉試舉人。万历十二年（1584年），擔任明朝廣州府新安縣知縣。